# Acacia linearifolia
Acacia linearifolia — вид квіткових рослин з родини бобових. Ареал: Австралія (Новий Південний Уельс, Австралійська столична територія, Вікторія).

## Середовище
Гербарні зразки також були зібрані в евкаліптових лісах, на берегах струмків, чагарниках та узбіччях доріг.

## Біоморфологічна характеристика
Це кущ або дерево висотою до 10 метрів. Рослини з гладкою сірою або сіро-коричневою корою, яка тріщиниста до основи. Має темно-червонуваті голі гілочки, які іноді шкірчасті. Має тонкі, гладкі, голі філодії від зеленого до сіро-зеленого кольору вузьколінійної форми. Філодії мають довжину від 6 до 12 см і ширину від 2 до 5 мм. Під час цвітіння в серпні-жовтні утворює китицеподібні суцвіття вздовж осей довжиною від 2,5 до 6 см. Кулясті щільно упаковані квіткові голівки містять від 20 до 26 квіток золотистого кольору. Стручки підняті з протилежних сторін над черговими насінням і зазвичай стиснуті між насінням. Голі червонувато-коричневі стручки мають довжину до 12 см і ширину від 5 до 7,5 мм. Насіння довгастого або еліптичного блискучого чорного кольору має довжину від 5 до 6 мм.